# Phoquier

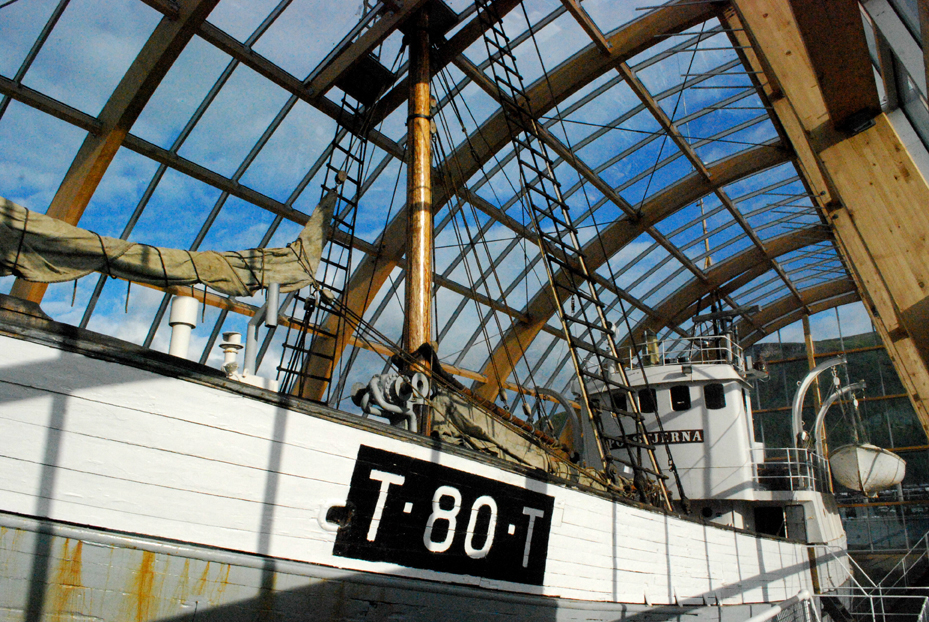
Le Polstjerna un phoquier norvégien de 1945.

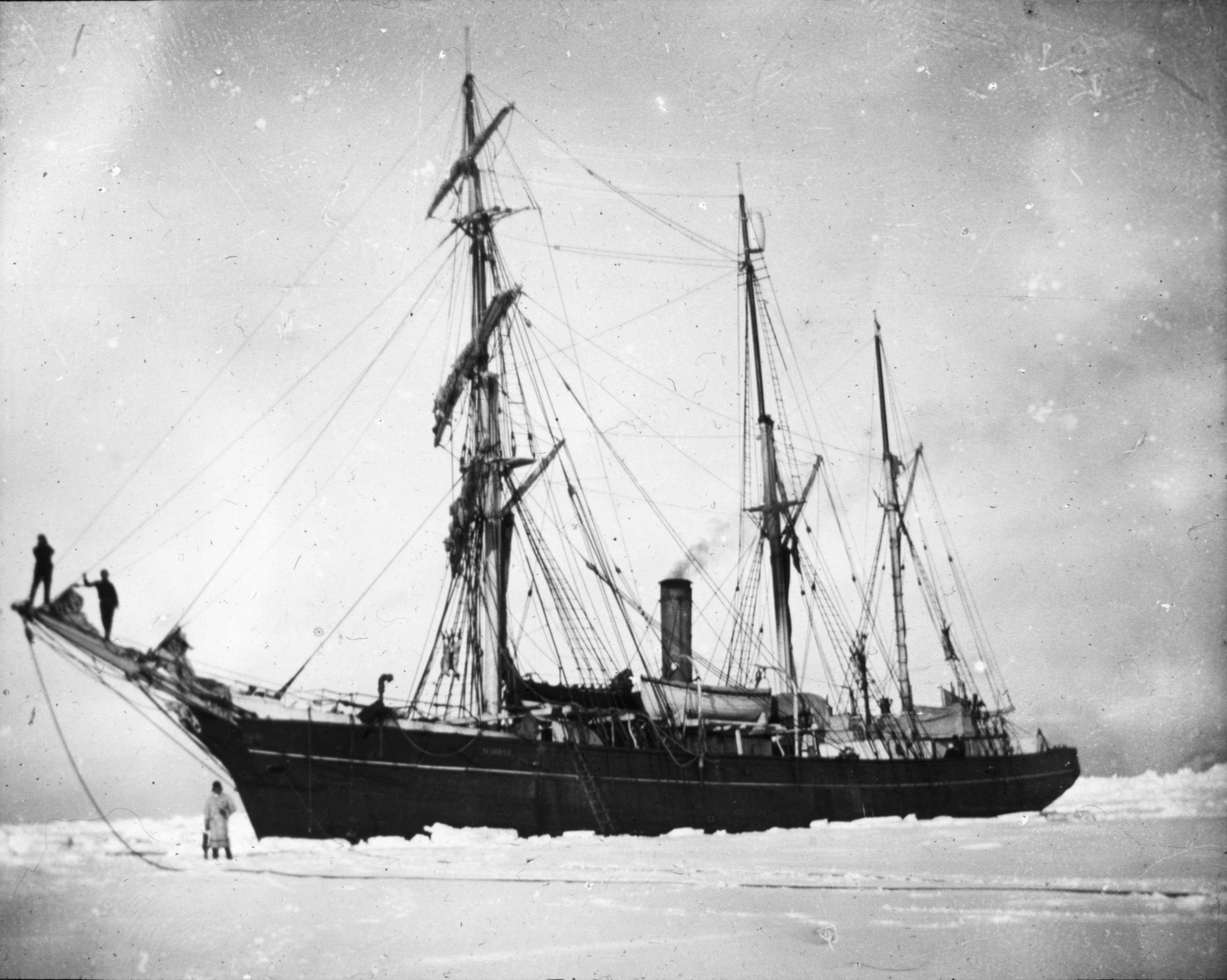
Le Nimrod est un trois-mâts utilisé également pour la chasse aux phoques avant d'être reconverti en navire d'exploration en Arctique.

Un phoquier est un type de navire, à voile ou moteur, utilisé pour la chasse aux phoques.
En mer Baltique, un type de voilier traditionnel était appelé sealer. Il était de petite taille (8 à 9 m), grée avec une grand-voile carrée. Il possédait une quille profonde et une coque à bordage à clins renforcé d'acier et un éperon avant pour briser la glace.